# Czarna Wieś (Silésie)
Pour les articles homonymes, voir Czarna Wieś.
Czarna Wieś (prononciation : [ˈt͡ʂarna ˈvjɛɕ]) est une localité polonaise de la gmina de Wręczyca Wielka, située dans le powiat de Kłobuck en voïvodie de Silésie.